# Christoph Röcken
Christoph Röcken (* 30. Juni 1962 in Schleswig) ist ein deutscher Pathologe sowie Universitätsprofessor an der Christian-Albrechts-Universität zu Kiel. Er ist Leiter des zertifizierten Onkologischen Zentrums am Karl-Lennert-Krebscentrum UKSH Campus Kiel und Kommissarischer Klinischer Direktor des Krebszentrums Nord sowie Direktor des Instituts für Pathologie der Christian-Albrechts-Universität in Kiel und des Universitätsklinikums Schleswig-Holstein, Campus Kiel. Er ist bekannt für seine Arbeiten auf dem Gebiet der hepatogastrointestinalen Pathologie und der Amyloidosen.

## Leben
Röcken studierte von 1982 bis 1984 Chemie an der Westfälischen Wilhelms-Universität Münster und von 1984 bis 1990 Humanmedizin an der Universität Hamburg. Von 1990 bis 1992 war er Arzt im Praktikum und Assistenzarzt am Institut für Pathologie des Marienkrankenhauses Hamburg und anschließend Assistenzarzt am Institut für Pathologie des Universitätskrankenhauses Hamburg-Eppendorf. Nach seiner Promotion an der Universität Hamburg war er im Rahmen eines neunmonatigen Rotationsprogramms wissenschaftlicher Assistent in der Abteilung für Gynäkologische Histopathologie und Elektronenmikroskopie der Frauenklinik des Universitätskrankenhauses Hamburg-Eppendorf. 1994 erhielt er ein Ausbildungsstipendium und ging für ein Jahr an das Syl and Molly Apps Medical Research Centre der Queen’s University (Kingston) in Kanada. 1996 folgte ein weiterer Auslandsaufenthalt als House Officer in General Medicine am Halton General Hospital in Runcorn, England. Ab 1997 arbeitete Röcken als wissenschaftlicher Assistent am Institut für Pathologie der Medizinischen Fakultät der Otto-von-Guericke-Universität Magdeburg. 1998 wurde er habilitiert und erhielt die Venia legendi für das Fachgebiet Pathologie an der Otto-von-Guericke-Universität Magdeburg. Nach Anerkennung als Facharzt für Pathologie im selben Jahr wurde er zum Oberarzt am Institut für Pathologie der Medizinischen Fakultät der Universität Magdeburg ernannt, 2002 folgte die Ernennung zum Hochschuldozenten (C2). Nachdem 2005 seine Fakultative Weiterbildung für Molekularpathologie anerkannt und Röcken der Titel „Außerplanmäßiger Professor“ durch die Medizinische Fakultät der Universität Magdeburg verliehen wurde, folgte er 2006 dem Ruf zum ordentlichen Universitätsprofessor (W2) an die Charité – Universitätsmedizin Berlin, wo er bis 2009 leitender Oberarzt sowie stellvertretender Institutsdirektor am Institut für Pathologie war. Seit 2009 ist Röcken ordentlicher Universitätsprofessor (W3) an der Christian-Albrechts-Universität zu Kiel. Außerdem ist Röcken aktuell Direktor des Instituts für Pathologie der Universität zu Kiel und des Universitätsklinikums Schleswig-Holstein, Campus Kiel (seit 2009) sowie Forschungsdekan der Medizinischen Fakultät der Christian-Albrechts-Universität zu Kiel (seit 2012). Zudem ist er seit 2013 Leiter des zertifizierten Onkologischen Zentrums am Karl-Lennert-Krebscentrum UKSH Campus Kiel.

## Wissenschaftlicher Beitrag
Röckens wissenschaftliche Tätigkeit auf dem Gebiet der Onkologie zielt darauf ab, die Früherkennung und Klassifikation maligner Tumoren und die Prognoseabschätzung am Bioptat und Resektat zu verbessern sowie Therapieentscheidungen durch den Einsatz gewebespezifischer Diagnostika (Prädiktive Diagnostik) frühzeitig im Sinne einer zielgerichteten Therapie, qualitätsgesichert lenken zu können. Die Forschungstätigkeit wird durch ein umfassendes Engagement bei der Entwicklung und Umsetzung von Qualitätssicherungsmaßnahmen begleitet.
Auf seinem weiteren Schwerpunktgebiet der Amyloide und Amyloidosen arbeitet Röcken daran, die Diagnostik und Klassifikation der systemischen Amyloidosen sicherzustellen und kontinuierlich zu verbessern, da sich daraus sehr unterschiedliche therapeutische Konsequenzen ableiten. Weiteres Ziel ist es ein Amyloidregister zu führen, um systematische Studien an großen Patientenserien einer ansonsten seltenen Erkrankung zu ermöglichen und zukünftig auch Aussagen über die Epidemiologie der Amyloidosen treffen zu können.

## Mitgliedschaften in wissenschaftlichen Vereinigungen
Röcken bringt seine Expertise als Pathologe aktuell in zahlreichen wissenschaftlichen Vereinigungen ein. Unter anderem ist er Mitglied in der American Association for Cancer Research und der Europäischen Gesellschaft für Pathologie. Außerdem ist er Vorsitzender der Arbeitsgemeinschaft Onkologische Pathologie der Deutschen Krebsgesellschaft e.V sowie Vorstandsmitglied der Deutsche Gesellschaft für Pathologie e.V. und der Deutschen Gesellschaft für Amyloid-Krankheiten e.V...  Zudem ist er Begutachter des Sektorkomitees Pathologie/Neuropathologie des Deutschen Akkreditierungssystems Prüfwesen GmbH (DAP) bzw. seit 2010 der Deutschen Akkreditierungsstelle (DAkkS). Als Editorial Member ist er in der Fachzeitschrift Der Pathologe und des Virchows Archivs tätig.

## Publikationen
- Publikationsliste research gate